# Collegio Vescovile Pio X
Il Collegio Vescovile Pio X è un istituto pubblico paritario cattolico con sedi a Treviso e Buttrio. Legalmente riconosciuto paritario ex L. 62/2000, comprende due scuole dell'infanzia, tre scuole primarie, una scuola secondaria di primo grado, tre licei (con gli indirizzi scientifico, classico e linguistico europeo) e, dal 2021, un istituto tecnico (con indirizzo Amministrazione, Finanza e Marketing).

## Storia
Nato nel 1920 per volontà dell'allora vescovo di Treviso Andrea Giacinto Longhin, l'istituto deve il proprio nome al prelato trevigiano Giuseppe Sarto, papa dal 1903 al 1914 col nome di Pio X. Inizialmente, il collegio svolgeva la propria attività presso alcuni locali in affitto presso il palazzo Rinaldi, nell'omonima piazza, per poi stabilirsi nell'attuale sede a partire dal 1925. Fino agli anni settanta, l'istituto ospitò anche un internato maschile di 200-300 convittori. 
Negli anni della seconda guerra mondiale, fu sede, caserma e carcere delle brigate nere, fino alla liberazione del 29 aprile 1945. 
Nel 1972 l'iscrizione fu aperta anche alle ragazze e, nel 1977, vi si aggiunsero anche i giovani del seminario diocesano di san Nicolò.
Il 15 giugno 1985, papa Giovanni Paolo II, in occasione della sua visita pastorale in Veneto per il 150º anniversario dalla nascita di Pio X, visitò e benedisse l'istituto, come ricorda una lapide presente all'ingresso.
Nel 2006, il collegio Pio X si evolse giuridicamente in "Fondazione O.M.C. Collegio Pio X", comprendo anche le scuole primarie "Maria Bambina" e "Carmen Frova", l'istituto diocesano di musica sacra e l'istituto "Zanotti", quest'ultimo rinominato nel 2013 in scuola dell'infanzia e primaria "Pio X-Zanotti" a seguito di un cambio sede.

## Struttura
La sede principale del collegio fu realizzata fra il 1924 e il 1925 su progetto degli ingegneri trevigiani Alessandro Passi e Giovanni Sbrissa Fioretti, in zona Borgo Cavour, ha un'estensione di circa 10.000 m² (di cui più della metà destinati a due cortili interni scoperti) ed è costruito a ridosso degli antichi bastioni cinquecenteschi presso Porta Santi Quaranta. Ulteriormente ampliato negli anni cinquanta e ristrutturato negli anni novanta, ospita l'auditorium "San Pio X". Alla sede principale si affiancano le sedi periferiche Maria Bambina di Treviso e "Cecilia Danieli" di Buttrio in provincia di Udine.

### Planetario
Il collegio "Pio X" ospita nelle proprie stanze anche un planetario, utilizzato a fini didattici dall'Associazione astrofili trevigiani. Costruito nel 1979 su iniziativa dell'astronomo Giuliano Romano, è stato il terzo planetario in Italia ad essere liberamente aperto al pubblico ed era completato da: un osservatorio astronomico; un osservatorio solare dotato di celostata per l'osservazione dello spettro e delle macchie solari; una stazione meteorologica dotata di un ricevitore video Meteosat, che metteva a disposizione i dati aggiornati della meteorologia di Treviso.
La strumentazione della specola, dono del prof. Giuliano Romano, in particolare, era costituita da un telescopio riflettore Newton da 40 cm di diametro, F5, con in parallelo una camera Schmidt da 25 cm F2.5 ed un cannocchiale rifrattore acromatico da 15 cm F15. L'osservatorio è inoltre provvisto di una camera CCD, di uno spettroscopio e di un telescopio Coronado per l'osservazione del sole nella linea H-Alfa dell'idrogeno.